# Centre équatorien d'art contemporain
Le Centre équatorien d'art contemporain (CEAC) est un organisme indépendant sans but lucratif créé en 1995, dont le siège social est à Quito, en Équateur.

## Historique

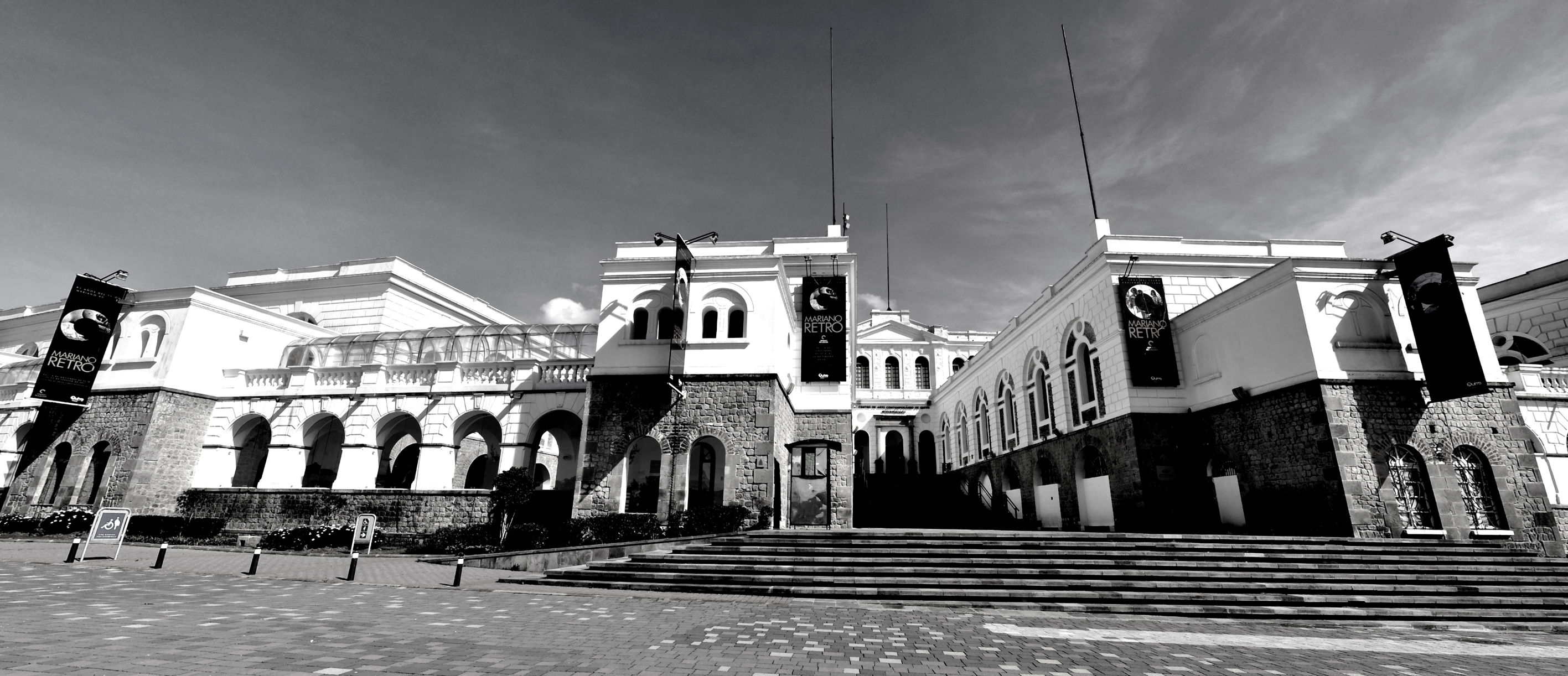
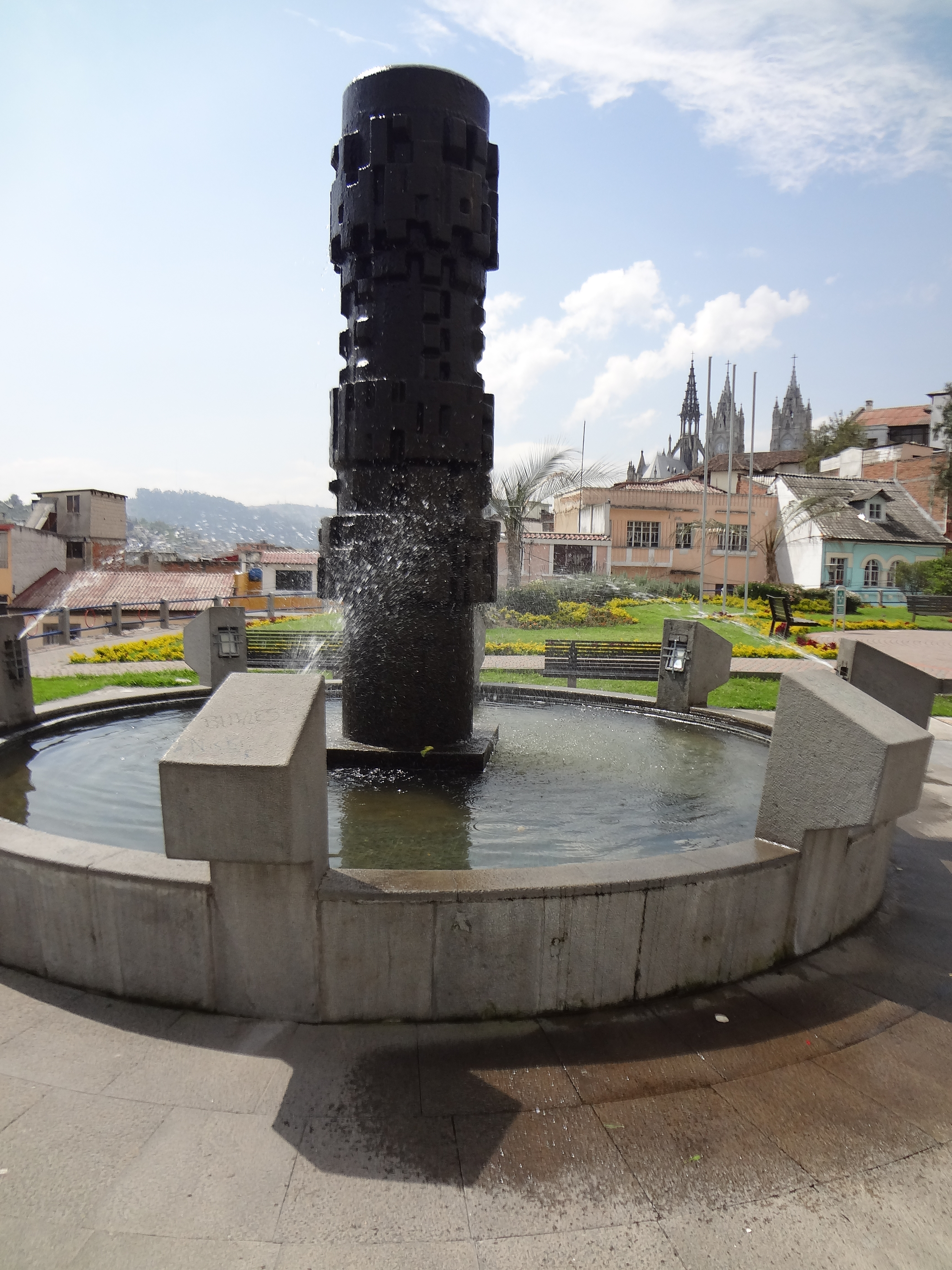
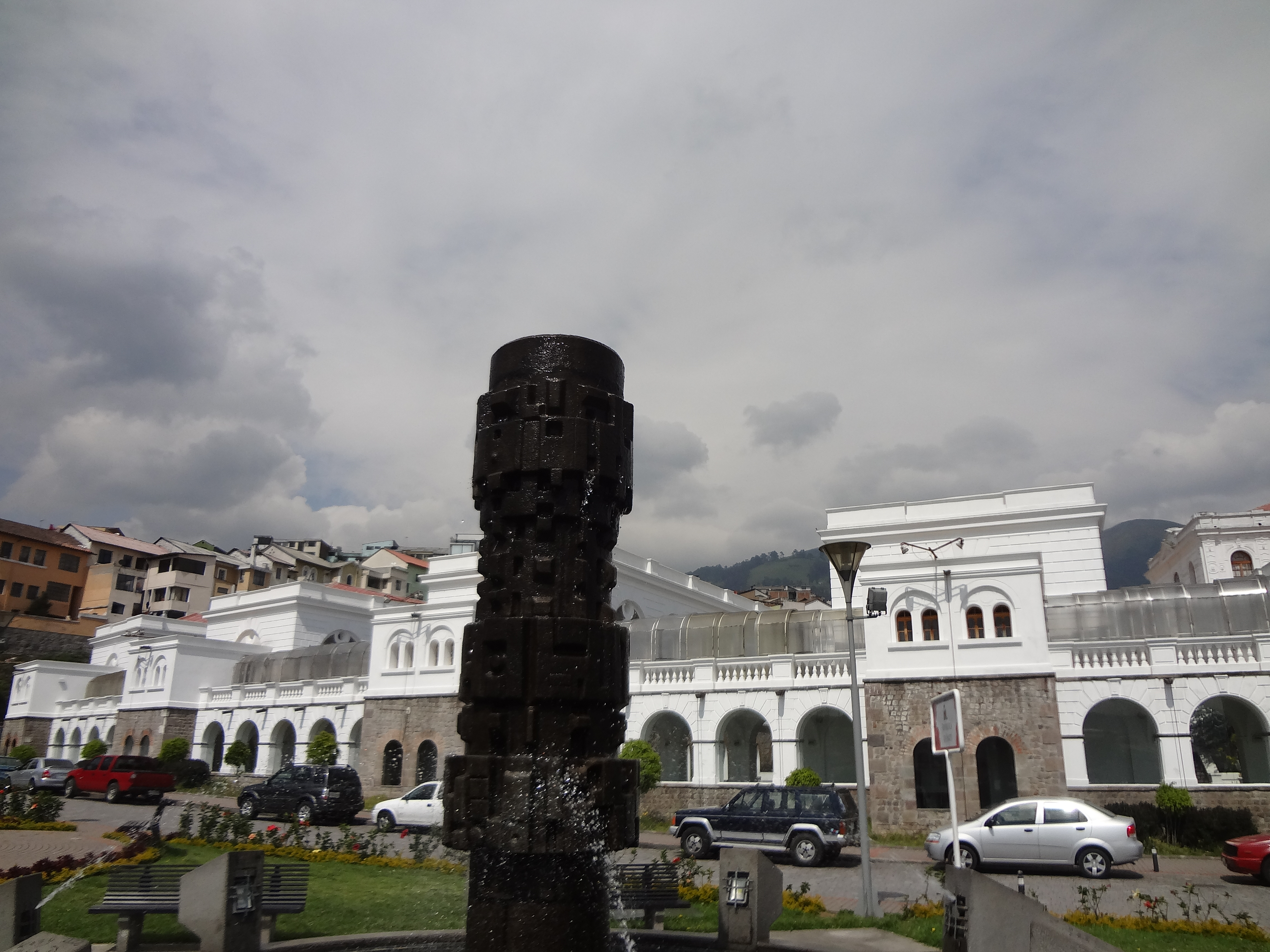

Le Centre équatorien d'art contemporain a pour objectif de promouvoir la production, la réalisation, la diffusion et l'investigation de l’art contemporain en Équateur, ainsi que fomenter une compréhension plus dynamique de ses relations avec le contexte dans lequel il se génère, et animer son effective insertion dans le circuit international. Depuis sa fondation, le CEAC a réalisé régulièrement des activités qui lui ont permis d’incorporer les cadres théoriques et les topiques de point du débat culturel contemporain à la production artistique locale, à travers des rencontres, des débats, des expositions, des cours, des séminaires, des publications, etc., en favorisant une posture critique qui contemple l’interrelation de l’artiste, l‘œuvre d’art, et la société dont ils concourent.
Devant l’urgence des stratégies qu’apportent effectivement le développement de la production et de la théorie esthétique contemporaines en Équateur, la Fondation a répondu avec l’élaboration et la médiation de projets de gestion et d'investigation culturelle de grande portée, avec le but de projeter depuis l’Équateur une notion de culture non exclusive, et réussir son effective insertion dans le réseau international de l’art.
Le Centre équatorien d'art contemporain (CEAC) est dirigé par Gabriela Rivadeneira Crespo. Le CEAC a travaillé avec des artistes tels que Pablo Cardoso  Jenny Jaramillo , César Portilla , Danilo Zamora , Patricio Ponce , Micaela de Vivero , José Luis Celi , Estefanía Peñafiel , etc. Et à l'international avec Cildo Meireles (Brésil), Éric Baudelaire (France), Société réaliste (France), Manon de Boer (Inde/Belgique), etc.
Le Centre équatorien d'art contemporain bénéficie de la collaboration de chercheurs et théoriciens comme Gerardo Mosquera , Kevin Power, José Roca , Lupe Alvarez, César Portilla Ulises Unda , Gabriela Ribadeneira, X Andrade.

## Présentations

### Séminaires
- 2013 : "The Spark that Sets the Prairie on Fire. Arts & Politics". sous la direction de Gabriela Rivadeneira, Denison University, Ohio, États-Unis. (Février)
- 2012 : "La Chispa que incendia la llanura" Encuentros sobre Arte y Política., sous la direction de Gabriela Rivadeneira, à la FLACSO, Quito, (Mars).
- 2009 : Le cinéma, un modèle pour l'art contemporain, à l'université andine Simón-Bolívar, Quito. Professeur invité: Philippe Dubois (Février).
- 2009 : Le caractère politique du processus artistique, à l'université andine Simón-Bolívar, Quito. Conférencier invité: César Portilla. (Février).
- 2009 : Où gît votre sourire enfoui ?  autour de l’œuvre de Danielle Huillet et Jean-Marie Straub, à l'université andine Simón-Bolivar, Quito. Conférencier invité: María Gavilanes. (Février).
- 1999 : Globalisation et fragmentation, séminaire de commissariat et culture artistique contemporaine. Professeur invité: Kevin Power.
- 1999 : Vers le contemporain dans la culture artistique de l’Équateur. Radiographie d'une recherche. Conférence à propos du projet de recherche Art contemporain de l’Équateur. Participation de l'équipe de recherche sous la direction de Lupe Alvarez, Alexis Moreano et Gabriela Ribadeneira.
- 1998 : Curando les nouveaux signifies de l'art. Professeur invité: Lupe Alvarez.
- 1998 : Comment trouver un sens à la critique d'art sans périr dans la tentative? Professeur invité: Lupe Alvarez.
- 1998 :  Le Cinéma latino-américaine face le nouveau millénaire. Professeur invité: Lupe Alvarez.
- 1997 : Problemas teóricos de la enseñanza del arte. Professeur invité: Lupe Alvarez.
- 1997 : Autoconciencia creativa y perspectiva crítica. Professeur invité: Lupe Alvarez.
- 1996 : Arte en trance o ¿Qvo vadis ars? Professeur invité: Lupe Alvarez.

### Expositions
- 2013 :  The Spark that Sets the Prairie on Fire, sous la direction de Gabriela Rivadeneira, Denison University, Ohio, USA. (Février)
- 2012 :  La Chispa que incendia la llanura. Encuentros sobre Arte y Política., sous la direction de Gabriela Rivadeneira, CAC, Quito, Équateur. (Marzo-Mayo)
- 2010 :  Entre ensayos, dispositivos y fugas, 'sous la direction de Gabriela Rivadeneira, 'à Saragosse, Espagne.
- 1997 : Fin del medio del comienzo, à Guayaquil et Manta, Équateur.
- 1996 : Fin del medio del comienzo, à Quito, Équateur.
- 1995 : Exposición de arte ecuatoriano contemporáneo, à Quito, Équateur.

### Autres activités
- 2010-07 : Publication en ligne de l'Archive d’art contemporain de l’Équateur .
- 2006-1995 : Conformation d'un archive photographique et audiovisuelle d’art contemporain de l’Équateur.
- 2000 : Assesseur à la manifestation artistique publique Ataque de Alas 2001, organisé par le MAAC.
- 1998 : Assesseur à la VIe Biennale internationale de Cuenca.
- 1997 : Production et réalisation du programme radial de débat culturel Santa Palabra.